# Gendün Gyatso
Gendun Gyatso (1475 – 1543) fu il secondo Dalai Lama tibetano.

## Biografia
Gendun Gyatso nacque nel 1475 in una nobile famiglia dello Tsang, e fu riconosciuto a pochi anni come la reincarnazione del grande maestro Gendün Drup.
Ricevette un primo insegnamento dal padre, un celebre e dotto yogi, e all'età di undici anni raggiunse Tashilhunpo, dove proseguì gli studi che ultimò a Drepung.
Nel 1509 fondò sulle rive del lago Lhamo Latso il monastero di Chokhorgyal. Il Lhamo Latso era frequentato da numerosi tra i Lama tibetani più saggi ed esperti per via delle visioni e dei presagi di cui era il centro, tanto da essere chiamato appunto “Lago delle Visioni”, e da quando Gyatso fondò il suo monastero divenne uno strumento decisivo per il ritrovamento delle reincarnazioni del Dalai Lama.
Compose una grande quantità di trattati su varie pratiche delle tradizioni tantriche, il suo Sung-bum comprende quasi settecento opere.
Nel 1518 organizzò l'edificazione a Drepung del Ganden P’odang, che divenne la residenza dei Dalai Lama successivi.
Fu successivamente nominato abate del Monastero di Sera, dove continuò la sua preziosa opera di insegnamento fino alla morte nel 1543.
Fu tumulato a Drepung.